# Sutton Harbour

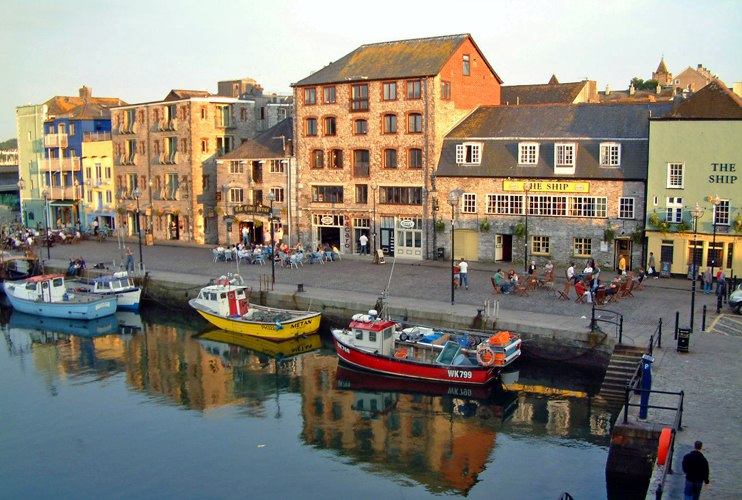
Barcos pesqueros en Sutton Harbour (Barbican de Plymouth)

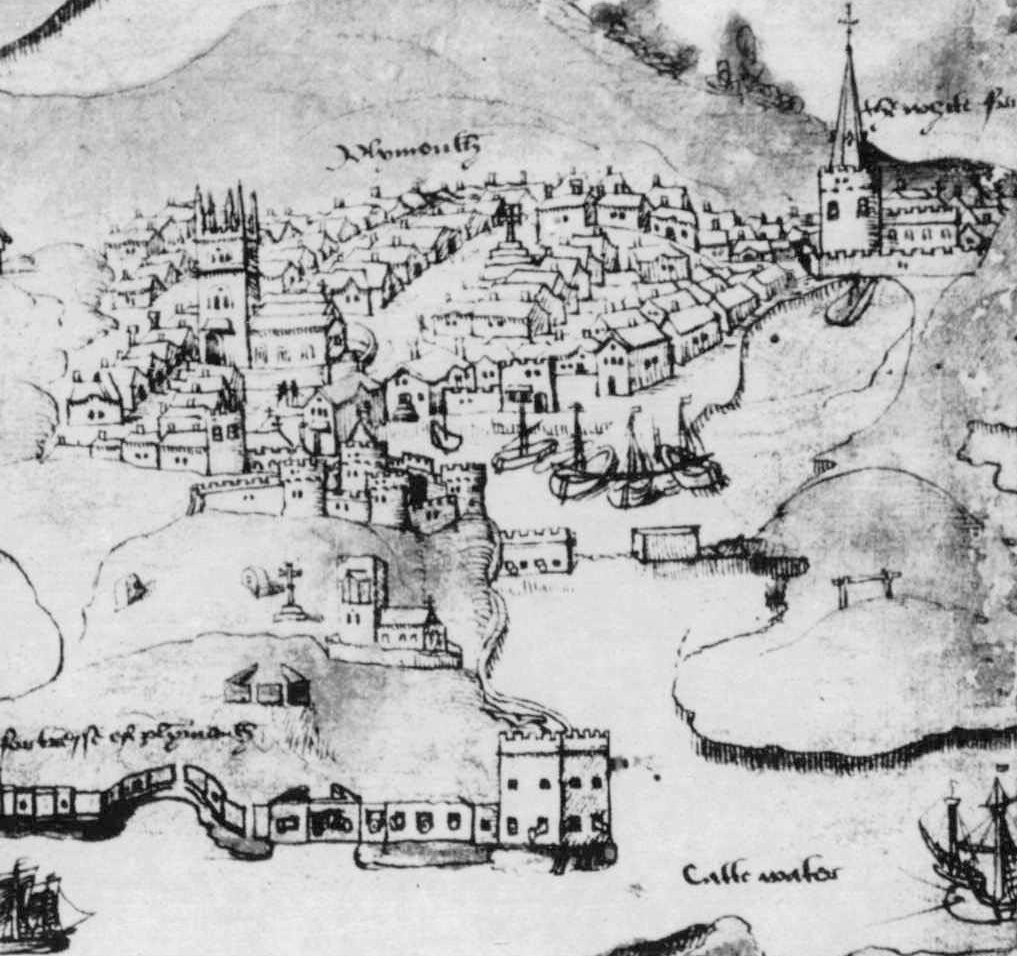
Una representación de la ciudad y las fortificaciones de Plymouth alrededor de Sutton Pool, de un grabado de 1540

Sutton Harbour, anteriormente conocido como Sutton Pool, es el puerto original de Plymouth en Devon, Inglaterra. Todavía es un puerto y puerto deportivo activo, limitado por el histórico distrito Barbican de Plymouth. El lugar es famoso por ser el último punto de partida en Inglaterra del Mayflower, el barco que llevó los padres peregrinos al Nuevo Mundo.

## Historia
Sutton es el nombre original de Plymouth, que se estableció originalmente alrededor del año 700 d. C. y está registrado en el libro de Domesday como "Sudtone", que significa "asentamiento del sur" en el idioma anglosajón. En 1588, el puerto fue la base de la flota inglesa que navegó para desafiar a la Armada Invencible. Aunque la Marina Real británica trasladó la mayor parte de sus operaciones a Devonport en el siglo XVIII y las principales actividades de la navegación comercial se trasladaron a los muelles de Millbay, la flota pesquera y los buques de cabotaje continuaron utilizando el puerto de Sutton. Se agregaron esclusas a la entrada del puerto en 1993.

## Puntos de referencia

### La Barbacana
The Barbican es el distrito histórico en los lados oeste y norte de Sutton Harbour. Toma su nombre de una fortificación del siglo XV que una vez protegió la boca del puerto. Se afirma que el barrio posee la mayor concentración de pavimento empedrado en Inglaterra, y cuenta con más de 100 monumentos catalogados, muchos de los cuales datan de los siglos XVI y XVII.

### Mayflower Steps

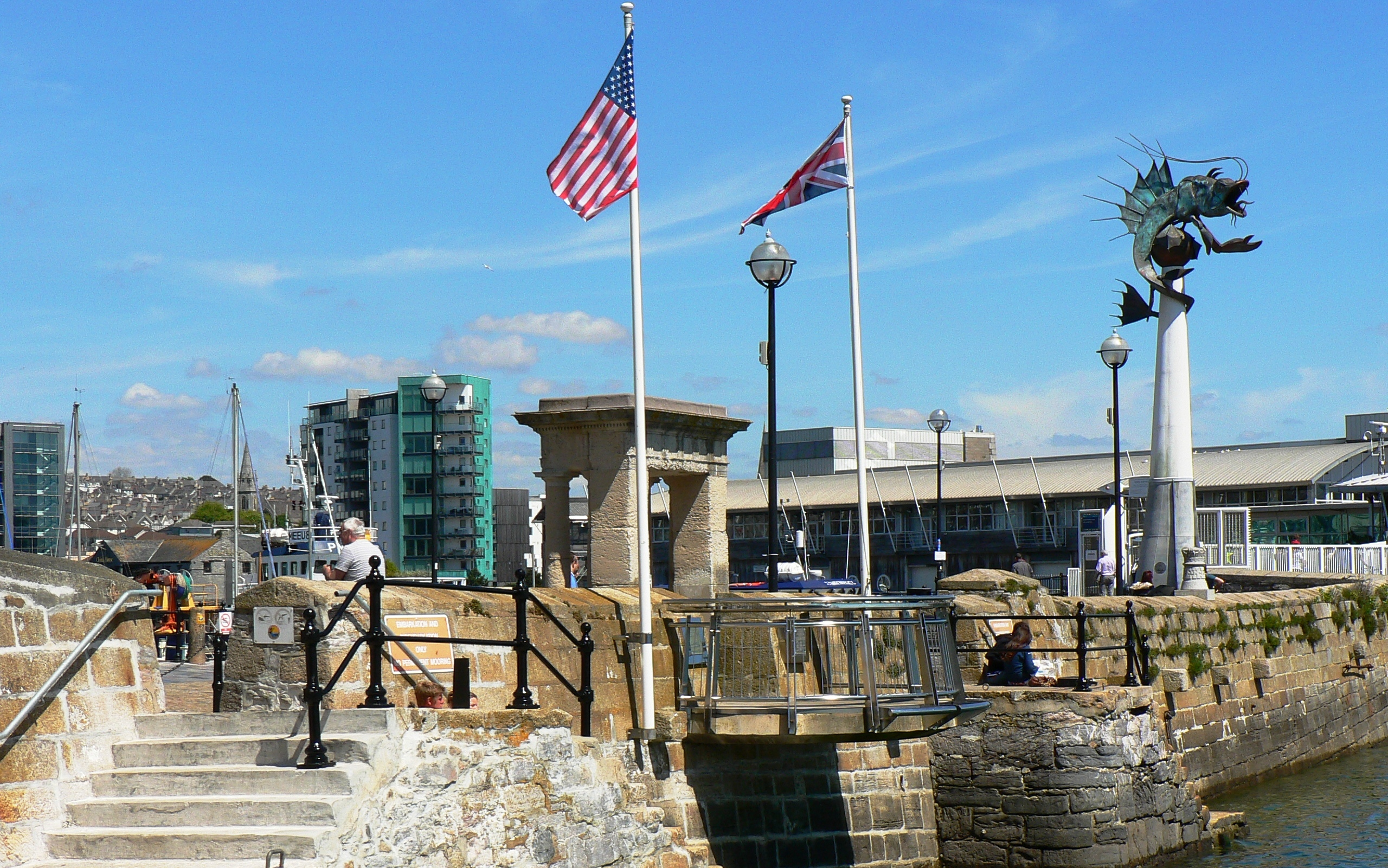
El muelle oeste de Sutton Harbour, con el pórtico conmemorativo conocido como Mayflower Steps y la escultura The Leviathan

El lugar desde el que los primeros colonos partieron desde Inglaterra hacia las costas de Norteamérica en el navío Mayflower está conmemorado mediante un pequeño pórtico de piedra, junto al que están izadas las banderas del Reino unido y de los Estados Unidos.

### El Leviatán
En el muelle oeste del puerto de Sutton se encuentra El Leviatán, una gran escultura de una criatura marina imaginaria, compuesto por partes de varios animales marinos y aves. Es obra del escultor Brian Fell, residente en Glossop. Está hecha de acero dulce recubierto con pintura de cobre y mide 33 pies (10 metros) de altura. Es localmente conocida como "The Prawn" (El Langostino).

### Actividad pesquera en Plymouth

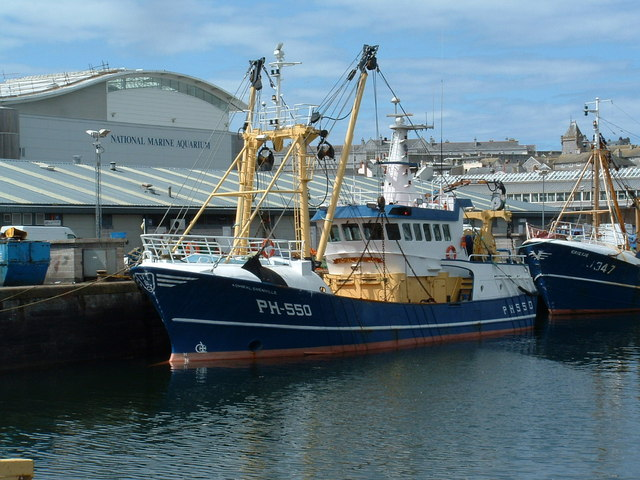
Un buque arrastrero junto a las pesquerías de Plymouth

Originalmente, el mercado de pescado de Plymouth estaba en el muelle de The Barbican; En 1892 se inauguró allí un edificio especialmente diseñado para el mercado. En 1995, se inauguró un nuevo edificio al otro lado del puerto de Sutton. El negocio del mercado ha aumentado de 250.000 libras al año en 1995 a 19,4 millones en 2015. Se comercializan unas 6000 toneladas de pescado y marisco al año, y es el segundo mercado de pescado más grande de Inglaterra. Alrededor de 40 barcos pesqueros descargan sus capturas en el puerto de Sutton diariamente, pero hasta el 70 por ciento del pescado vendido en Plymouth llega por carretera desde otros puertos pesqueros del suroeste de Inglaterra.

### Puerto deportivo
En 1972, se abrieron los primeros 70 puntos de amarre para yates recreativos en Sutton Harbour, que posteriormente se aumentaron hasta los 420. La Marina es administrada por Sutton Harbor Holdings PLC.

### Acuario Marino Nacional

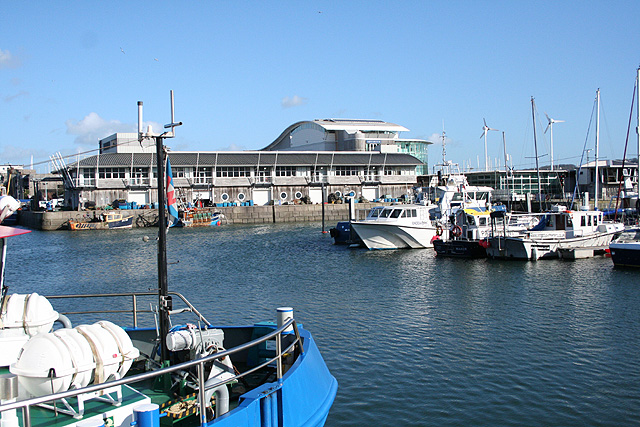
Vista del Acuario Marino Nacional y las pesquerías de Plymouth en el puerto de Sutton

El Acuario Marino Nacional es el acuario de agua salada más grande del Reino Unido, con alrededor de 400 especies marinas, incluido un tanque profundo con capacidad para 2,5 millones de litros de agua. Abrió sus puertas en 1998, y reemplazó a la antigua instalación existente en el Laboratorio de la Marine Biological Association, adyacente a la Ciudadela Real de Plymouth.